# Edmond Colmet de Santerre
Edmond Louis Armand Colmet de Santerre, conocido simplemente como Edmond Colmet de Santerre (París, Francia, 26 de enero de 1821 - ibídem, 28 de diciembre de 1903) fue un profesor de derecho y jurisconsulto francés.
Es dable destacar que muchas de sus publicaciones están catalogadas bajo el nombre de Édouard Louis Armand Colmet de Santerre en la Biblioteca Nacional de Francia.

## Biografía
Edmond Colmet de Santerre pertenecía a una familia de la antigua burguesía parisina, su padre era abogado de la Corte Real. Estudió en el Lycée Charlemagne, luego en la Facultad de Derecho de París. 
En 1841, obtuvo su título en derecho y ejerció como abogado en la Corte Real de París. Nombrado profesor suplente desde 1850 en la Facultad de Derecho de París, enseñó sucesivamente derecho romano, derecho mercantil y derecho civil. En 1863 se convirtió en titular de la cátedra de Derecho Civil Francés o, correctamente dicho, Código de Napoleón. 
Fue nombrado decano de esa casa de altos estudios a partir de 1887. Al año siguiente fue elegido miembro de la Academia de Ciencias Morales y Políticas.
Fue nombrado Caballero de la Orden de la Legión de Honor por decreto del 14 de agosto de 1867 y ascendido a oficial por decreto del 12 de julio de 1891.
Falleció el 28 de diciembre de 1903.

## Publicaciones y actualidad
Colmet de Santerre se ha dedicado a escribir, principalmente, sobre derecho civil. Una de sus obras principales resulta ser Cours Analytic du Code Civil, publicado en nueve volúmenes entre 1849 y 1884. También supo ser autor de un Elementary Manual of Civil Law, publicado en tres volúmenes en 1882. 
Si bien su "Manual Elemental de Derecho Civil" ha quedado obsoleto y, consecuentemente, desactualizado respecto del ordenamiento jurídico francés y mundial, resulta ser fuente de consulta recurrente de grandes doctrinarios de todo el mundo. 